# 辛替否
辛替否（？—？），字協時，京兆郡萬年縣 （今陝西省西安市）人，唐朝左補闕，《全唐詩》存詩1首，《全唐詩續拾》補詩1首。

## 生平
景龍年間辛替否被任命為左拾遺，景雲年間被任命為左補闕，因直諫遷任右臺殿中侍御史，開元年間累轉潁王府長史。天寶初年去世，享壽八十多歲。

## 毛牝野狐
《廣異記》辛替否母親去世後，靈堂常有說話聲，和辛替否母親聲音一樣，於是家中的人恭敬伺候和辛替否母親活著時一樣。辛替否的表弟是位術士，在京城裡聽聞這件事後，親自來看，悄悄地在辛替否的宅第後施法。進門後，發現一隻無毛的雌狐狸，於是殺了它，從此說話聲就消失了。